# El procés
El procés és una novel·la de Franz Kafka. Va ser publicada en alemany, el 1925, com Der Prozess, basada en l'edició de Max Brod, que no ha respectat el desig de Kafka, que li havia demanat que destruís tots els seus manuscrits. Va ser traduït al català el 1966 per Gabriel Ferrater.
L'obra té deu capítols, escrits entre l'agost del 1914 i el gener de l'any següent, i va ser revisada per Kafka fins al 1917. Per bé que l'obra és incompleta, l'ordre dels capítols que Brod va introduir és discutible, encara que sembla clar quin era el primer i quin el darrer. Brod també va corregir la gramàtica, malgrat que no és clar si eren faltes volgudes per l'autor, o errors típics dels alemanys de Praga.
La novel·la comença amb l'arrest, un matí a la casa de Josef K., per un crim que ni tan sols coneix. Des d'aquest moment, K. s'endinsa en un autèntic malson per tal d'esbrinar de què se l'acusa, trobant només, una volta i una altra, que les instàncies més altes a les quals pretén apel·lar no són sinó les més humils i limitades, i així creen un clima d'inaccessibilitat a la justícia i a la llei.
En El Procés, més que en les seves altres obres, Kafka fa servir un estil per a crear una la narració amb un ambient despersonalitzat i anguniós. Hi ha moltes repeticions, tot i que no sembla un error, que certs traductors han volgut corregir, però l'essència és que Kafka fa una paròdia de l'argot administratiu. Els personatges s'anomenen per les inicials, com el mateix protagonista. La trama presenta algunes contradiccions, que no es poden atribuir, però, al fet que l'obra estiga inacabada: en efecte, serveixen per a desorientar el lector i transportar-lo així a un estat gairebé oníric.
D'aquesta novel·la procedeix el famós relat kafkià «Davant la llei», que ve a ser l'essència del «malson kafkià», en el qual un home arribat de lluny pretén travessar la porta de la Llei, però un guardià li ho impedix.
Va ser classificat sisè en la llista dels cent llibres del segle xx de Le Monde.